# Новомаркове
Новомаркове́ — село Костянтинівської міської громади Краматорського району Донецької області, України.

## Загальні відомості
Відстань до центру громади становить близько 25 км і проходить автошляхом місцевого значення.
Землі Новомаркового через канал Сіверський Донець — Донбас межують із територією села Оріхово-Василівка Бахмутського району Донецької області.

## Історична довідка
Поселення на місці сучасного села вперше з’являється на мапі від 1896 року, де на лівому березі річки Біленької нанесено безіменний хутір.
1926 року хутір Ново-Марківський був підпорядкований Марківській сільській раді, куди також входили хутори: Маркове, Майський, Модестівка, Ново-Миколаївський та колонія Федорівка.
На хуторі Ново-Марківському проживало 103 мешканця (55 чоловіків та 48 жінок). Всі вони значаться як українці. Відстань до районного центру зазначена як 16 км.
На базі хутора Ново-Марківка було створено колгосп «імені Шевченка». 1932 року його об’єднали в колгосп «імені Сталіна» з центральною садибою в селі Маркове.
1936 року Марківській сільській раді підпорядковувалось село Маркове, колонія Федорівка та хутори: Бугаївка, Майський, Модестівка, Ново-Марківка, Ново-Миколаївка.
На мапі 1938 року хутір Новомарківка розташований на правому березі річки Біленької. На іншому березі розкинувся хутір Пугачівка, що має дубльовану назву Новоматнівка. Схожу дубльовану назву Староматнівка можна побачити поряд із хутором Білий Яр.
Пам’ять про хутір Пугачівка зберігалася в колишній назві вулиці, яка цей хутір і складала – вулиця Пугачова. 15 квітня 2024 року цій вулиці було надане ім’я на честь молодшого сержанта Василя Зубченка.
Василь Васильович Зубченко народився 25 жовтня 1996 року в селі Мар’ївка (нині – Шахівська громада). У віці 5 років родина переїхала до села Новомаркове. Навчався у Марківській загальноосвітній школі. Пізніше – у Костянтинівському вищому професійному училищі № 113.
На захист держави ставав двічі. З 2017 по 2019 рік служив у військовому шпиталі міста Часів Яр. Пізніше – у 81-й окремій аеромобільній Слобожанській бригаді. У березні 2022 року, після повномасштабного російського вторгнення, розпочалась його служба у 108-й окремій бригаді територіальної оборони.
Загинув 8 вересня 2022 року поблизу села Времівка Волноваського району під час виконання бойового завдання.
Молодший сержант Василь Зубченко нагороджений за особисту мужність, виявлену у захисті державного суверенітету та територіальної цілісності України, самовіддане виконання військового обов’язку орденом «За мужність» ІІІ ступеня (посмертно).
Друга вулиця села, що раніше носила назву Гагаріна, отримала назву Незламна.
Ойконім Пугачівка фігурує на картографічній продукції поруч із селом Новомаркове до 1954 року. На мапі 1981 року це єдиний населений пункт.
В радянський період у селі працювала у дві зміни початкова школа. У Новомарківській школі працювали Стібаєва Поліна Матвіївна, Чергинська Зінаїда Полікарпівна.
Початкова школа також працювала і в селі Білий Яр, тут вчилося 40 школярів у чотирьох класах. У Білоярській початковій школі працювали Житнікова Віра Миколаївна, Розумовська Лідія Якимівна, Бриль Марія Микитівна.
Поблизу села проходить ділянка штучного водотоку Канал Сіверський Донець-Донбас – перший в Україні канал, призначений для питного та промислового водопостачання великого індустріального центру. Будівництво каналу урочисто почалося 9 серпня 1955 року і тривало до 1958 року.

## Населення
За даними перепису 2001 року населення села становило 63 особи, із них 85,71 % зазначили рідною мову українську та 14,29 % — російську.